# ميرابو بي لامار
ميرابو باء لامار (بالإنجليزية: Mirabeau B. Lamar) (و. 1798 – 1859 م) هو دبلوماسي، وسياسي من الولايات المتحدة الأمريكية ولد في لويزفيل.

## روابط خارجية
- ميرابو بي لامار على موقع الموسوعة البريطانية (الإنجليزية)